# Tutmes I
Tutmes I (alte variante Thutmose, Totmes, Tutmosis, cu sensul de Nașterea-lui-Thot) este al treilea faraon din a XVIII-a Dinastie Egipteană. El s-a urcat pe tron după moartea lui Amenhotep I.
În timpul domniei sale, el a înaintat adânc în Levant și Nubia, împingând granițele Egiptului mai departe decât oricând înaintea lui. El a construit multe temple în Egipt și a ridicat un mormânt pentru el însuși, în Valea Regilor, fiind cel dintâi faraon confirmat care a făcut acest lucru (deși este posibil ca și Amenhotep I să fi făcut același lucru). El a fost succedat de fiul său, Tutmes al II-lea, care la rândul său a fost urmat de sora lui Thutmose al II-lea, Hatșepsut. Domnia sa este, în general, datată în perioada 1506 - 1493 î.Hr..